# Цинцанское сражение
Цинцанское сражение (кит. упр. 青沧战役, буквально: «Сражение в уездах Цинсянь и Цансянь») — боевые действия на территории уездов Цинсянь и Цансянь провинции Хэбэй в июне 1947 года во время гражданской войны в Китае.

## Предыстория
Весной 1947 года гоминьдановским войскам удалось занять Шэньси-Ганьсу-Нинсяский советский район; 28 марта члены ЦК КПК переправились через Хуанхэ и обосновались в деревне Сибайпо в уезде Пиншань провинции Хэбэй. Однако здесь преимущество было уже у коммунистов: в апреле войска Шаньси-Чахар-Хэбэйского советского района нанесли гоминьдановцам поражение в ходе Чжэнтайской операции. Было решено продолжать активные боевые действия; для улучшения управляемости 2 июня было принято решение о разделении административных и военных структур, и войска Шаньси-Чахар-Хэбэйского советского района были выделены в отдельную Шаньси-Чахар-Хэбэйскую полевую армию под командованием Ян Дэчжи.
Тем временем в северо-восточной части Китая коммунисты начали крупное наступление. Встревоженный успехами коммунистов, Чан Кайши приказал войскам, размещённым в северном Китае, прийти на помощь Северо-Востоку. Узнав об этом приказе, ЦК КПК отдал Шаньси-Чахар-Хэбэйскому советскому району указание начать боевые действия, чтобы сковать северокитайские гоминьдановские войска и не дать перебросить их на Северо-Восток. Проанализировав обстановку, командование Шаньси-Чахар-Хэбэйского советского района пришло 18 мая к решению о том, что наилучшим местом для такой операции будет территория уездов Цинсянь и Цансянь.
Задачу коммунистов должно было облегчить то, что их противником выступали не регулярные гоминьдановские части, а охранные отряды, на самом деле являвшиеся карательными отрядами бывшего марионеточного прояпонского правительства, которые после капитуляции Японии сменили флаг и стали считаться войсками Китайской республики. Они стояли отдельными гарнизонами, и их было можно громить поодиночке.

## Ход событий
29 мая командование коммунистов отдало войскам приказ покинуть места постоянной дислокации в горной части провинции, пересечь Пинханьскую железную дорогу, и по Центральной равнине выдвинуться в исходное положение для наступления. Для улучшения руководства операцией был создан фронтовой комитет, председателем которого стал Ян Дэчжи, заместителем председателя — Ян Чэнъу, и комиссаром — Ло Жуйцин. Особенности водной системы провинции делали неудобной атаку с запада на восток, поэтому войска скрытно обошли Цансянь с юга, и к 11 июня сосредоточились для наступления в районах восточнее Цансяня. Пока шло выдвижение войск, другие части коммунистов наносили удары по коммуникациям, затрудняя переброску гоминьдановских войск, а также имитировали активность в направлении Баодина.
Вечером 12 июня войска коммунистов одновременно начали наступление по всему фронту. Уже к 13 июня, разгромив мелкие гарнизоны, войска 3-й колонны взяли под контроль Цзиньпускую железную дорогу на участке от Тяньцзиня до Цинсяня, а 9-я бригада 3-й колонны захватила железнодорожную станцию уездного центра и завязала бои за сам уездный центр; к 14 июня административный центр уезда Цинсянь перешёл под контроль коммунистов. 4-я колонна атаковала важный посёлок Цинцзи, располагавшийся между Цинсянем и Цансянем, и в результате упорного двухдневного сражения завладела им. Войска 2-й колонны с востока, юга и запада атаковали административный центр уезда Цансянь, и к 15 июня полностью захватили его.
Чтобы не дать противнику перебросить войска к месту боёв, одновременно с началом Цинцанского сражения войска коммунистов в остальной части провинции Хэбэй так же произвели серию нападений на мелкие населённые пункты и нарушили движение по основным железнодорожным магистралям, а войсками 10-го военного подрайона и 7-й отдельной бригады Центрально-Хэбэйского военного района был даже захвачен административный центр уезда Юнцин.

## Итоги и последствия
В результате Цинцанского сражения коммунистами были уничтожены войска противника общей численностью свыше 10 тысяч человек, и взяты под контроль уезды Цинсянь, Цансянь и Юнцин. Под контроль коммунистов перешло 80 км железной дороги Тяньцзинь-Пукоу. Была установлена сухопутная связь между Шаньси-Чахар-Хэбэйским и Восточно-Китайским советскими районами.